# جاي رايت فوريستر
جاي رايت فوريستر (بالإنجليزية: Jay Wright Forrester) (و. 1918 – م - 16 نوفمبر 2016) هو مهندس كهرباء وأستاذ جامعي، وعالِم حاسب آلي من الولايات المتحدة الأمريكية . ولد في مقاطعة كستر (نبراسكا) . وهو عضواً في الأكاديمية الأمريكية للفنون والعلوم، والأكاديمية الوطنية للهندسة، اخترع الذاكرة مغناطيسية النواة وهي جهاز تخزين المعلومات المستخدم في معظم الحواسيب الرقمية، كما قاد تطوير جهاز كمبيوتر للأغراض العامة مبكرًا ويعتبر مؤسس مجال ديناميكيات الأنظمة.
تلقى فوريستر تعليمه في الهندسة الكهربائية في جامعة نبراسكا (بكالوريوس، 1939) ومعهد ماساتشوستس للتكنولوجيا (MIT ، MS ، 1945)، حيث أجرى بحثًا في نظرية المؤازرة وأنظمة التحكم في التغذية الراجعة، وقد ساعدت هذه الدراسة الجيش الأمريكي خلال الحرب العالمية الثانية، وبعد الحرب قاد فوريستر قسم الكمبيوتر الرقمي في مختبر لينكولن بمعهد ماساتشوستس للتكنولوجيا وشرع في تطوير Whirlwind I، وهو نظام حوسبة كامل مصمم للبحرية الأمريكية، خلال هذا المشروع أدرك فوريستر أن أنظمة تخزين البيانات البطيئة وغير الموثوقة للحواسيب الرقمية المبكرة أعاقت تطويرها، وفي عام 194 ابتكرت شركة فوريستر نظام ذاكرة يخزن المعلومات في ثلاثة أبعاد، في اختراعه تم استخدام خلية مغناطيسية للتخزين والتبديل، ظلت هذه هي الطريقة المفضلة لتخزين البيانات في الذاكرة في السبعينيات.
خلال الخمسينيات من القرن العشرين، توصل فوريستر مع زميله في مختبر لينكولن George Valley إلى تصميم لنظام الكمبيوتر للدفاع الجوي للبيئة الأرضية شبه الأوتوماتيكي (SAGE) التابع للقوات الجوية الأمريكية، والذي تم تطويره من نموذج Whirlwind الأولي بالتعاون مع شركة ( آي بي إم ) وشركة بوروز (اندمجت لاحقًا في شركة يونيسيس) وشركة ويسترن إلكتريك، وعدد من مقاولي الباطن الآخرين، وقد كان هنام 23 مركز لأنظمة SAGE منها 22 مركز توجيه في الولايات المتحدة وواحد في كندا، حيث يتم التحكم في كل من منشآت الرادار والصواريخ هذه بواسطة جهاز الكمبيوتر الخاص به، على الرغم من أن جميع أجهزة الكمبيوتر كانت على اتصال مستمر مع بعضها البعض لتبادل البيانات وتحليلها، تم تشغيل SAGE جزئيًا بحلول عام 1958 وتشغيله بالكامل في عام 1963، وكانت العقل المركزي لأنظمة الدفاع الجوي الأمريكي في الثمانينيات.
في عام 1956، ترك فوريستر الحوسبة الرقمية وانضم إلى كلية سلون للإدارة في معهد ماساتشوستس للتكنولوجيا، وخلال هذا الوقت بدأ في تجربة تطبيق حلول لمشاكل الإدارة عبر أجهزة الحاسب، وأثناء عمله في مشروع لشركة جنرال إلكتريك، ابتكر تقنية محاكاة بالحاسوب يتم فيها تمثيل المعلومات في العالم الحقيقي مثل تدفق المواد في المصنع عبر سلسلة من المعادلات الرياضية المترابطة التي يمكن تغذية الكمبيوتر بها. وبالتالي يُنسب إليه غالبًا على أنه مؤسس ديناميكيات الأنظمة وهي تطبيق التقنيات المستخدمة في هندسة الأنظمة للمشكلات غير الهندسية.

## منشوراته
كتب فوريستر عدة كتب حول ديناميكيات الأنظمة بما في ذلك:
- الديناميكيات الصناعية (Industrial Dynamics (1961
- مبادئ النظم (Principles of Systems (1968
- الديناميكيات الحضرية 1969 Urban Dynamics
- ديناميكيات العالم 1971 World Dynamics
- أوراقه البحثية المجمعه ظهرت في عام 1975.

## الجوائز
تم قبول فوريستر في قاعة مشاهير المخترعين الوطنية في عام 1979، وبعد ثلاث سنوات تم تكريمه من قبل معهد مهندسي الكهرباء والإلكترونيات (IEEE) بصفته رائدًا في مجال الكمبيوتر وقد حصل على الميدالية الوطنية الأمريكية للتكنولوجيا والابتكار في عام 1989، وهو العام الذي تقاعد فيه.

## التعليم
تعلم في معهد ماساتشوست للتكنولوجيا

## مناصب وهيئات
أدار معهد ماساتشوستس للتكنولوجيا.

## جوائز
حصل على جوائز منها:
- وسام هوارد بوتس (1974)
- ميدالية الشرف لمعهد مهندسي الكهرباء والإلكترونيات [الإنجليزية]‏ (1972)
- قلادة العلوم الوطنية الأمريكية في مجال التكنولوجيا والإبتكار.